# Caffè Michelangiolo
El "caffè Michelangiolo" en Florencia, inaugurado en 1845, se encontraba en la Calle Cavour 21.
Desde la segunda mitad del siglo XIX hasta la década de 1920, fue un lugar de animadísimas discusiones sobre temas artísticos y políticos, un lugar de reencuentro de artistas, casi todos ellos originarios de la Toscana, quienes después de 1860 fueron el motor del movimiento artístico italiano y que ha contribuido de forma decisiva en la renovación de la estética pictórica tradicional. En particular se componía de jóvenes artistas que se enfrentaban al arte académico de la «Accademia di Belle Arti San Marco» de Florencia. 
Se encontraban en este local: Silvestro Lega, Giovanni Fattori, Telemaco Signorini, Odoardo Borrani, Adriano Cecioni, Diego Martelli, Angiolo Tricca, etc. Cecioni pintó incluso un cuadro representando el interior del café. Por la forma de pintar de estos jóvenes artistas, con grandes manchas de colores puros, se les llamó los Macchiaioli.

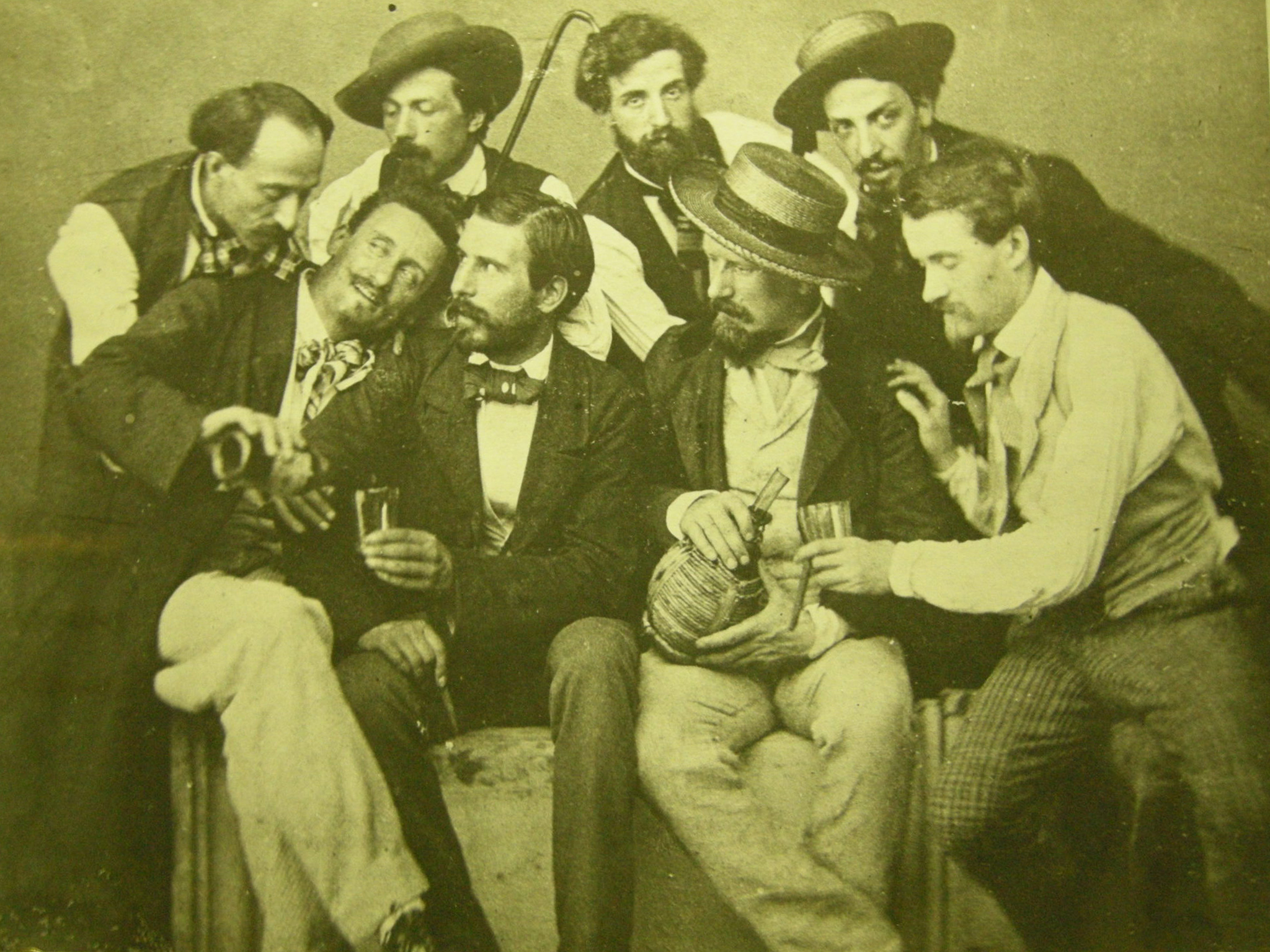
Los "Macchiaioli" en el Caffè Michelangiolo, foto de 1856.